# حوزه انتخابیه نهم ایلینوی

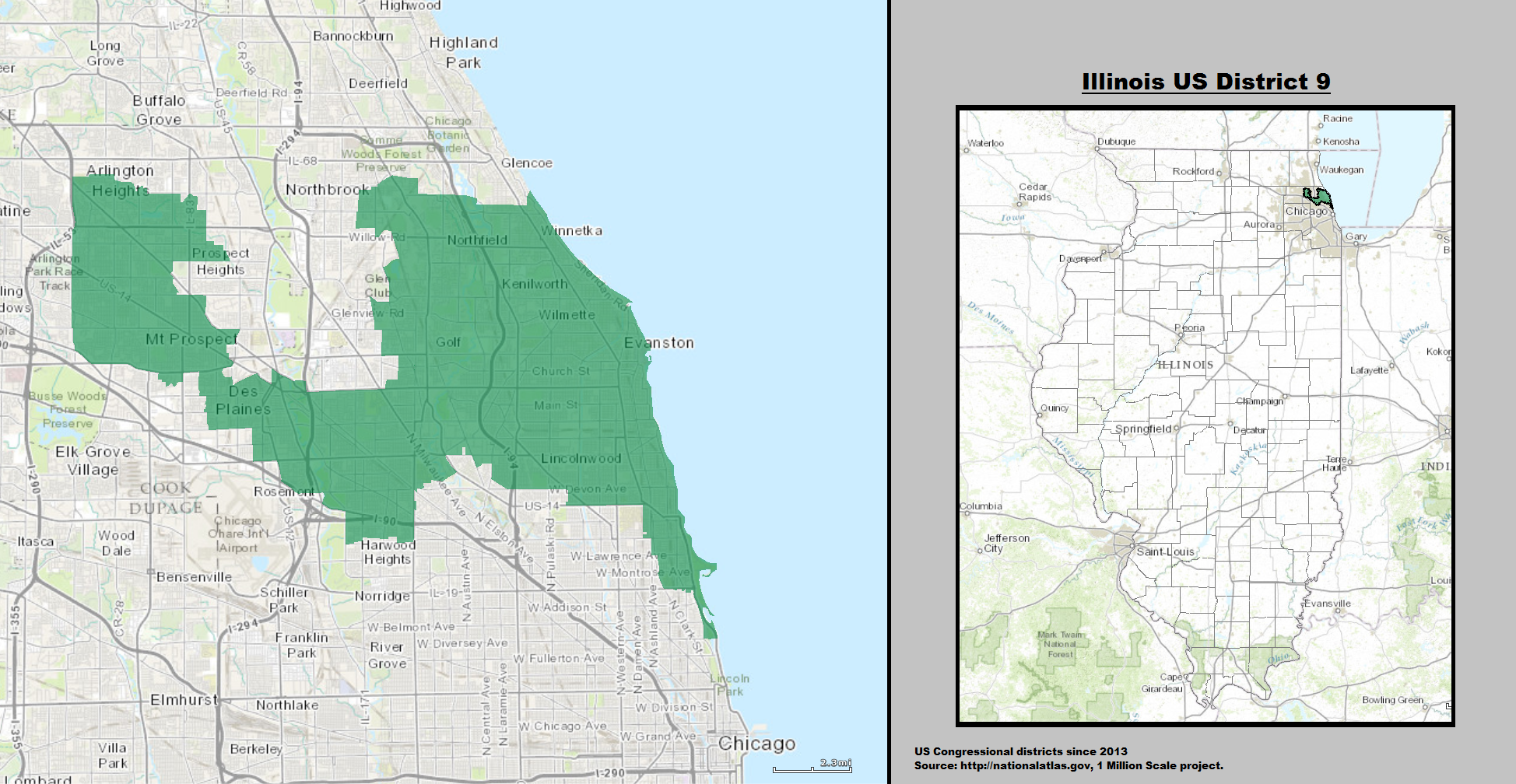
حوزه انتخابیه نهم ایلی‌نوی

حوزه انتخابیه نهم ایلی‌نوی یک حوزه انتخابیه مجلس نمایندگان آمریکا است که در ایالت ایلی‌نوی قرار دارد.